# 佐々木吉良
佐々木 吉良（ささき よしなが、1883年（明治16年）5月2日 - 1936年（昭和11年）4月16日）は、大日本帝国陸軍軍人。最終階級は陸軍少将。功四級。

## 経歴
1883年（明治16年）に福井県で生まれた。陸軍士官学校第17期、陸軍大学校第26期卒業。1929年（昭和4年）3月16日に陸軍輜重兵大佐進級と同時に輜重兵第4大隊長に着任。1931年（昭和6年）8月に輜重兵監部部員に転じ、1932年（昭和7年）8月に第6師団参謀長に就任。満洲事変に出動し、熱河作戦、関内作戦などに参加した。
1933年（昭和8年）12月20日に陸軍少将に進級し、第6師団司令部附となった。1934年（昭和9年）3月5日に留守第6師団司令部附を経て、8月1日に陸軍自動車学校長に就任した。1935年（昭和10年）8月に輜重兵監に就任したが、在任中の1936年（昭和11年）4月16日に死去。墓所は多磨霊園(21-1-20)